# Медресе Амир-Тура
Медресе Амир-Тура (узб. Amir To'ra madrasasi) — архитектурный памятник, здание медресе в историческом центре Хивы (Узбекистан), воздвигнутое в 1870 году при узбекском правителе Мухаммад Рахим-хане II на средства его старшего брата Амира Туры. Расположено в северной части Ичан-Калы.
В памятнике велись реконструкционные работы с начала 1980-х до конца 1990-х годов. А при президенте Ш. М. Мириёева была произведена его реставрация. В настоящее время архитектурный памятник является объектом культурного наследия Узбекистана. Это также, объект туристического сервиса и показа.

## Архитектура
Планировка медресе традиционная. Оно двухэтажное лишь по главному фасаду, остальные же три фасада обнесены поверх кровли первого этажа высокой стеной. За парадными воротами расположен вестибюль (мианхана), из двух сторон которого помещаются залы бывших учебной аудитории (дарсхана) и зимней мечети. Внутри здания расположен внутренний двор окружённый из трёх сторон одноэтажными худжрами. В отличие от многих других медресе, это выдержано очень аскетично и скромно. Странная особенность здания еще и в том, что его фасад не украшен характерным орнаментом. Внешний декор очень скромен. Не сильно были украшены тонкими поясками зелёной мозаики только боковые башни медресе, именующиеся гульдаста и их куполки. В окнах худжр сохранились лишь ажурные ганчевые решетки (панджара). Это связано стем, что декорация главного фасада медресе было приостановлена по причине вторжения в Хиву русских войск.
Общая площадь здания составляет 52,6х36,7 метров, площадь внутреннего двора 30,7х19,35 метров. Общее количество худжр 125 единиц.